# Heritage Square Museum

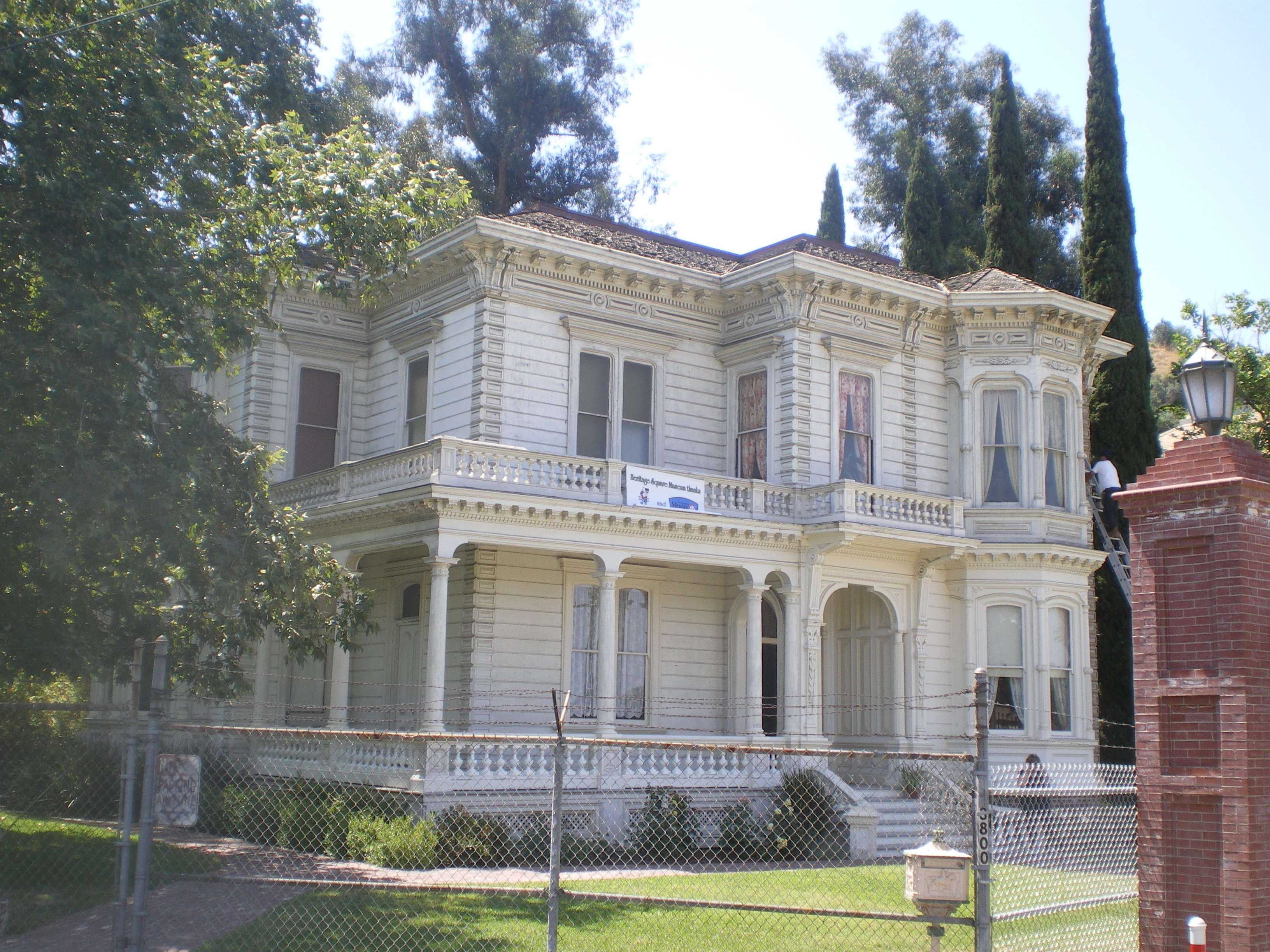
Perry Mansion

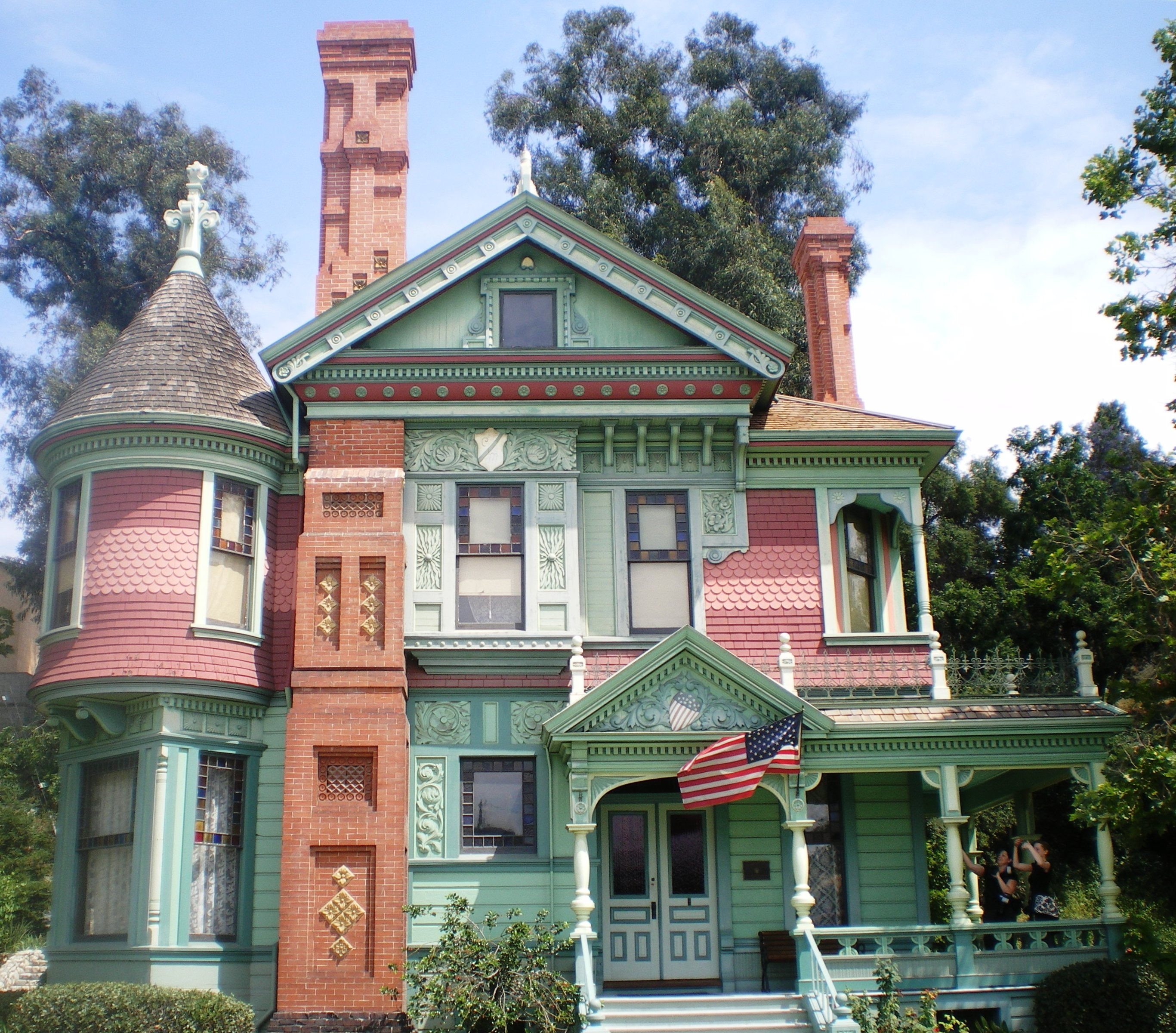
Hale House

Das Heritage Square Museum ist ein Freilichtmuseum im Stadtteil Echo Park in Los Angeles, Kalifornien, in dem die Entwicklung der Architektur in Kalifornien von der Zeit des amerikanischen Bürgerkriegs bis zum Beginn des 20. Jahrhunderts gezeigt wird. Das Gelände liegt am Pasadena Highway.
Während der 1960er Jahre wurden viele viktorianischen Gebäude in Los Angeles abgerissen. Die Mitglieder der Bürgerinitiative Los Angeles Cultural Heritage Commission gründete die Cultural Heritage Foundation um einige wichtige Gebäude vor der Zerstörung zu retten. Die Gebäude wurden von ihren ursprünglichen Standorten auf das Museumsgelände transportiert.

## Ausgestellte Häuser
Auf dem Gelände des Museums stehen acht Gebäude:
- Perry Mansion – Das Haus wurde 1876 als Wohnhaus für den Geschäftsmann William Perry in der Mount Pleasant Street gebaut. Es wurde 1975 auf das Museumsgelände gebracht und dort von der Colonial Dames Society of America restauriert. Das Haus hat griechische und italienische Stilelemente.
- Hale House – Es gilt als das meistfotografierte Gebäude in Los Angeles. Es wurde 1887 in einem Mix aus verschiedenen Stilrichtungen errichtet. Es wurde, bevor es 1906 von James Hale gekauft wurde, schon einmal an einen anderen Standort gebracht. 1970 wurde es der Stiftung für einen Dollar gekauft und auf das Museumsgelände gebracht.
- Valley Knudsen – Das Haus wurde Ende des 19. Jahrhunderts in Lincoln Heights errichtet und hat ein für Kalifornien unübliches französisches Mansarddach.
- Carriage Barn – Die Scheune wurde 1899 im Queen Anne Style mit Gotikeinflüssen errichtet. 1981 wurde die Scheune auf das Museumsgelände gebracht und dient heute als Werkstatt für die Restaurierungen.
- Lincoln Avenue Methodist Kirche – Die 1897 errichtet Kirche hat sowohl neugotische als auch Queen-Anne-Stilelemente. Der Grundriss ist im Akronstil.
- Ford House –  Das Gebäude wurde als Teil einer größeren Anlage von gleichen Häusern 1887 in Downtown Los Angeles errichtet. Der Besitzer John Ford war ein bekannter Holzschnitzer. Er verzierte das Haus mit vielen eigenen Arbeiten.
- Palms Depot – Wurde 1887 als Teil der Southern Pacific Railroad errichtet. Von 1911 bis 1953 wurde es von der Pacific Electric Railway als Bahnhof verwendet. Seit 1963 ist es denkmalgeschützt, verfiel aber trotzdem. Die Bürgerinitiative Save-our-Station brachte das Gebäude 1975 in das Museum.